# 小行星2781
小行星2781（2781 Kleczek）是一颗围绕太阳公转的小行星。1982年8月19日，茲丹卡·瓦弗洛娃在克萊季发现了此天体。
該小行星以捷克天文學家約西普·克萊澤克（Josip Kleczek）命名。
这颗小行星的绝对星等为256.6708608747907等。